# Systoechus eupogonatus
Systoechus eupogonatus är en tvåvingeart som beskrevs av Jacques-Marie-Frangile Bigot 1892. Systoechus eupogonatus ingår i släktet Systoechus och familjen svävflugor. Inga underarter finns listade i Catalogue of Life.